# Seasogonia sandaracata
Seasogonia sandaracata är en insektsart som först beskrevs av William Lucas Distant 1908.  Seasogonia sandaracata ingår i släktet Seasogonia och familjen dvärgstritar. Inga underarter finns listade i Catalogue of Life.